# ヴァルトブルン (ウンターフランケン)
ヴァルトブルン (ドイツ語: Waldbrunn) はドイツ連邦共和国バイエルン州ウンターフランケン地方のヴュルツブルク郡の町村（以下、本項では便宜上「町」と記述する）である。

## 地理
ヴァルトブルンはヴュルツブルクの西約12kmに位置する。
同郡に属すヘーヒベルクおよびアイジンゲンと境を接する。

### 自治体の構成
本市は、公式にはヴァルトブルン集落単独で構成される。

## 歴史
ヴュルツブルク司教領の一部としてヴァルトブルンは1803年にまずバイエルン大公領に世俗化された。その後プレスブルクの和約（1805年）に基づきトスカーナ大公フェルディナンド3世によって創設されたヴュルツブルク大公国領に移されたが、1814年に最終的にバイエルン王国領となった。

### 人口推移
- 1970年 1,129人
- 1987年 2,061人
- 2000年 2,566人
- 2005年6月30日 3,557人

## 行政
2002年から2008年まで町長はルートヴィヒ・ゲッツェルマン (UBG) が務めた。彼は2002年にアルヌルフ・ヴィルヘルム (Unabhängige Bürgergemeinschaft) の後任として町長に就任した人物であった。2008年5月1日から、ハンス・フィーダーリング (Unabhängige Bürgergemeinschaft) がこれを引き継いだ。2020年5月1日からマルクス・ハーバーシュトゥンプフ (CSU) が町長を務めている。彼は、2020年3月15日の対立候補のいない町長選挙で、90.6 % の支持票を獲得して町長に選出された。この選挙の投票率は 62.1 % であった。

## 経済と社会資本

### 交通
フランクフルト・アム・マインからヴュルツブルクを結ぶ連邦アウトバーンA3号線へはヘルムシュタット・インターチェンジを利用してアクセスでき、ヴュルツブルクへのバス路線もある。ヴァルトブルンは多くの自転車道に面している。ロマンティック街道、アールバッハタール自転車道、ヴュルツブルク＝ヴェルトハイム自転車道などである。

### 教育
- 基礎課程学校・本課程学校の一部

## 引用
1. ↑  https://www.statistikdaten.bayern.de/genesis/online?operation=result&code=12411-003r&leerzeilen=false&language=de Genesis-Online-Datenbank des Bayerischen Landesamtes für Statistik Tabelle 12411-003r Fortschreibung des Bevölkerungsstandes: Gemeinden, Stichtag (Einwohnerzahlen auf Grundlage des Zensus 2011)
2. ↑  Bayerische Landesbibliothek Online
3. ↑  “Wahl des Ersten Bürgermeisters - Kommunalwahlen 2020 in der Gemeinde Waldbrunn - Gesamtergebnis”. 2021年1月12日閲覧。